# Pseudechinolaena perrieri
Pseudechinolaena perrieri är en gräsart som beskrevs av Aimée Antoinette Camus. Pseudechinolaena perrieri ingår i släktet Pseudechinolaena och familjen gräs. Inga underarter finns listade i Catalogue of Life.